# Mircea-Ioan Ștef
Mircea-Ioan Ștef (n. 7 noiembrie 1930) este un fost senator român în legislatura 1990-1992 ales în județul Iași pe listele partidului FSN. În cadrul activității sale parlamentare, Mircea-Ioan Ștef a fost membru în grupurile parlamentare de prietenie cu Republica Turcia, Republica Portugheză și Republica Italiană.